# Guardianes de la Galaxia (videojuego)
Guardianes de la Galaxia (título original en inglés: Marvel's Guardians of the Galaxy) es un juego de acción y aventura de 2021 desarrollado por Eidos Montréal y publicado por la Square Enix de Europa. Basado en el equipo de superhéroes de Marvel Comics Guardianes de la Galaxia, el juego fue lanzado para Microsoft Windows, Nintendo Switch, PlayStation 4, PlayStation 5, Xbox One y Xbox Series X/S.

## Jugabilidad
En Marvel's Guardians of the Galaxy, el jugador asume el control de Peter Quill/Star-Lord desde una perspectiva en tercera persona. El jugador puede utilizar las armas elementales de Star-Lord para derrotar a los enemigos, y volar por los aires utilizando sus botas jet. Otros miembros del equipo titular, entre los que se encuentran Gamora, Mapache Cohete, Groot y Drax el Destructor, no son directamente jugables ya que están controlados por la inteligencia artificial, pero los jugadores pueden darles órdenes durante el combate. Cada personaje tiene sus propias habilidades y destrezas únicas que pueden encadenarse para infligir más daño. A medida que el jugador luche contra los enemigos, se acumulará un medidor que permitirá a los jugadores desencadenar una habilidad especial conocida como "Huddle de equipo", que hace que Star-Lord cree un discurso motivacional y toque una canción para inspirar a sus compañeros de equipo. Un buen discurso otorgará a los demás Guardianes beneficios de juego, aunque las habilidades de Star-Lord se verán potenciadas independientemente de la calidad del discurso.
En varios puntos del juego, el jugador puede tomar decisiones clave, a través del árbol de diálogo, que afectarán a las relaciones entre los Guardianes y a los resultados de ciertas misiones. A lo largo del juego, las decisiones de Star-Lord serán referidas por sus compañeros de equipo. A pesar de las rutas de diálogo ramificadas, la historia principal sigue siendo la misma y el juego tiene un único final.

## Sinopsis

### Personajes
Marvel's Guardians of the Galaxy presenta al equipo titular, los Guardianes de la Galaxia, con:
- Peter Quill/Star-Lord (Jon McLaren), un híbrido Terran-Spartoi y líder del grupo;
- Gamora (Kimberly-Sue Murray), la "mujer más mortífera de la galaxia" e hija adoptiva de Thanos;
- Rocket (Alex Weiner), un antiguo cazarrecompensas, especialista en armas e inventor;
- Groot (Robert Montcalm), el leal compañero de Rocket y antiguo cazarrecompensas, que es el último de su especie; y
- Drax el Destructor (Jason Cavalier), famoso en toda la galaxia por ser el asesino de Thanos.[6]

Frente al grupo está la Iglesia Universal de la Verdad, liderada por el Gran Unificador Raker (Andreas Apergis), y la Legión Letal, un grupo de cazarrecompensas que incluye a los Hermanos de Sangre (Kwasi Songui y Christian Jadah) y el Capitán Gloria (Danny Blanco Hall) contratados por Lady Hellbender (Sarah Levesque). Los Guardianes también se enfrentan a las bestias Habitante en la Oscuridad, la mascota de Lady Hellbender, y a Fin Fang Foom, un dragón legendario.
Otros personajes son la antigua amante de Peter Quill y centurión de Nova Corp, Ko-Rel (Judith Baribeau), la hija de Ko-Rel Nikki Gold (Romane Denis), la "Madonna Celestial" Mantis (Emmanuelle Lussier-Martínez), el jefe de seguridad Cosmo el perro espacial (Alex Ivanovici) de Knowhere, la Mente Mundial Xandariana (Robert Montcalm y Leni Parker), y Adam Warlock (Brent Skagford), la primera figura de deidad de la Iglesia Universal de la Verdad.

### Situación
La trama de Marvel's Guardians of the Galaxy tiene lugar varios años después de una masiva guerra interestelar que arrasó el universo. Entre los que buscan sobrevivir en la tumultuosa galaxia de Andrómeda se encuentran los recién incorporados Héroes de Alquiler, los Guardianes de la Galaxia, que esperan ganar dinero rápido durante sus aventureras andanzas por la galaxia. Sin embargo, mientras intentan capturar una bestia para un rico coleccionista, una apuesta aparentemente inofensiva entre dos miembros del equipo pone en marcha, sin querer, una serie de acontecimientos catastróficos que amenazan la paz del frágil universo, a menos que el equipo asuma la responsabilidad de sus acciones y erradique la amenaza.

### Trama
En el decimotercer cumpleaños de Peter Quill, su madre Meredith le regala las Armas Elementales, unas raras armas Spartoi que dejó su padre. Ese mismo día, los guerreros Chitauri atacan la casa de los Quill, secuestrando a Peter y matando a Meredith. Muchos años después, Peter se convierte en un mercenario llamado Star-Lord y lidera a los Guardianes de la Galaxia. Para ganar dinero, los Guardianes se dirigen a la prohibida Zona de Cuarentena, establecida por los Nova Corps para almacenar restos de la guerra, y así poder capturar un raro monstruo para su patrona, Lady Hellbender. Sin embargo, se ven obligados a huir de la Zona de Cuarentena cuando Peter recoge una gema amarilla que encuentra y libera accidentalmente una entidad alienígena no identificada.
Los Guardianes huyen, pero son interceptados por la nave patrulla de los Nova Corps Esperanza de Hala, capitaneada por el centurión Ko-Rel, antiguo amante de Peter. Ko-Rel detiene a los Guardianes junto al Gran Unificador Raker, de la Iglesia Universal de la Verdad, que también fue sorprendido entrando en la Zona de Cuarentena para buscar al "dios dorado" de su iglesia. Mientras es procesado, Peter también conoce a una joven cadete del Cuerpo Nova llamada Nikki Gold, que resulta ser la hija de Ko-Rel, lo que lleva a Peter a sospechar que podría ser el padre de Nikki. Ko-Rel accede a dar a los Guardianes tres ciclos para pagar su cuantiosa multa.
Al estar completamente arruinados, los Guardianes deciden estafar a Lady Hellbender vendiendo uno de los suyos. Sin embargo, el plan sale mal y los Guardianes se ven obligados a huir, no sin antes obtener el dinero necesario para cubrir su multa. Enfurecida, Lady Hellbender jura vengarse y contrata a la Legión Letal para que los persiga. Los Guardianes viajan entonces a "La Roca", un puesto de avanzada de los Nova Corps donde está atracado el Hala's Hope, pero descubren que varios oficiales de los Nova Corps destinados allí, alegando que deben difundir la "Promesa", se han amotinado. El Hala's Hope abandona la estación y los Guardianes deciden huir a Knowhere, donde Quill planea pedir ayuda a Cosmo el Spacedog. Cosmo arresta a los Guardianes después de que se peleen con los Hermanos de Sangre, pero Peter llega a un acuerdo con Cosmo para investigar el Hala's Hope, que ahora transmite una señal misteriosa, si Cosmo acepta que se retiren los cargos contra ellos.
Los Guardianes suben a bordo del Hala's Hope y encuentran un enorme cañón que extrae "energía de la fe" del planeta. Entonces son capturados por Raker, que los lleva a conocer a la "Matriarca" de su Iglesia; para horror de Peter, la Matriarca es Nikki. Nikki está en posesión de la gema amarilla, que le permite lavar el cerebro a miles de seguidores alienígenas con la "Promesa", atrapándolos en ilusiones creadas a partir de sus deseos más profundos, y aprovechando su devoción como Energía de la Fe para alimentar la flota de naves y máquinas de la Iglesia. Nikki intenta tentar a los Guardianes con la Promesa, pero cada uno de ellos consigue resistirse y liberarse antes de escapar de la Iglesia, aunque Drax sigue conmocionado por lo que presenció en su Promesa, y Peter se entera de que Ko-Rel fue asesinado por la misteriosa entidad que liberó anteriormente.
Los Guardianes son atacados por una flota de naves de guerra de la Legión Letal, pero consiguen derrotarlos. Intentan conseguir la ayuda de la Mente Mundial Xandariana, pero ésta llega a la conclusión de que la victoria de la Iglesia es inevitable y huye de la galaxia con el resto de los Nova Corps. Drax sucumbe entonces a la Promesa y encarcela al equipo. Con la ayuda de Mantis, los Guardianes entran en la mente de Drax y le obligan a aceptar que la Promesa no es real. También se encuentran con Adam Warlock, el "dios dorado" original de la Iglesia que fingió su muerte y se escondió en el planeta de Mantis. Warlock revela que la entidad alienígena que controla a Nikki es en realidad su lado oscuro, Magus, al que selló en la gema amarilla -la Piedra del Alma- para mantenerlo contenido. Magus está manipulando a Raker y a la Iglesia para reunir Energía de la Fe de la que puede alimentarse.
Sin más opciones, los Guardianes acuden a Lady Hellbender en busca de ayuda. Los Guardianes someten y regalan al legendario monstruo Fin Fang Foom, y ella acepta ayudar en un asalto al buque insignia de la Iglesia, el Sacrosanto. Durante el asalto, Raker atrapa a los Guardianes en un campo de energía, pero Peter consigue entrar en la Promesa de Nikki. Con la ayuda del espíritu de Ko-Rel -que revela que Nikki es una huérfana de guerra adoptada y no la hija de Peter-, Peter convence a Nikki de que acepte la muerte de Ko-Rel, liberándola de su Promesa y del control de Magus, al tiempo que desbloquea sus poderes ocultos. Los Guardianes matan a Raker mientras Warlock absorbe a Magus de nuevo en su cuerpo, poniendo fin a la amenaza de la Iglesia. Mientras la galaxia celebra haberse liberado del lavado de cerebro de la Iglesia, los Guardianes se marchan, y Nikki se convierte en su nuevo miembro.
Sin embargo, Magus resulta ser demasiado para que Warlock lo contenga y se apodera de su cuerpo. Guiado por Mantis, Peter arriesga su propia vida empuñando físicamente la Piedra del Alma para encarcelar a Magus una vez más. Warlock agradece a los Guardianes su ayuda y toma la custodia de la Piedra del Alma, prometiendo acudir a ellos en busca de ayuda en caso de necesitarla. Peter contempla cómo cuidar de Nikki mientras los Guardianes se ponen en marcha para ocuparse de su siguiente tarea: imprimir nuevas tarjetas de visita. Sin embargo, como los Guardianes no han pagado la multa de Nova Corp, la nave es inutilizada de repente por un rastreador de Nova Corps y el equipo se queda varado en el espacio.

## Desarrollo
Marvel's Guardians of the Galaxy fue desarrollado por Eidos-Montréal. Es el segundo juego de la asociación de varios juegos entre Marvel Entertainment y la editorial Square Enix, después de Marvel's Avengers en 2019. Guardians of the Galaxy no está relacionado con la película de 2014 y está separado del Marvel Cinematic Universe. El juego presenta una historia original, con Mary DeMarle como directora narrativa del juego.  Jean-François Dugas se desempeñó como director del juego, mientras que Richard Jacques se desempeñó como compositor. El juego funciona con Dawn Engine de Eidos, que se usó en el juego anterior Deus Ex: Mankind Divided. El desarrollo del juego se completó el 16 de septiembre de 2021 y Eidos confirmó que había sido declarado oro, lo que indica que se estaba preparando para su lanzamiento. Guardians of the Galaxy sería el título final de Eidos-Montréal en utilizar el Dawn Engine interno, ya que la compañía cambió a Unreal Engine 5 para proyectos futuros.

### Historia y personajes
El equipo trabajó en estrecha colaboración con Marvel Comics mientras creaban el juego. Marvel no quería que el equipo basara el juego en las películas o los cómics y, en cambio, quería que Eidos creara sus propias versiones de estos personajes. El equipo también quería presentar personajes menos conocidos. Por ejemplo, el juego marcó el debut de Lady Hellbender en cualquier otro medio que no fuera el cómic. El equipo también se sintió alentado por el lanzamiento de Marvel's Avengers, que presenta a Kamala Khan, un personaje menos conocido, como miembro del popular equipo de los Vengadores. Se reinventaron los orígenes de los Guardianes en el juego. Si bien mantuvieron la esencia del personaje, como que Drax es el "Destructor" y Quill es un "pirata espacial", reformulan estas historias de origen bajo el telón de fondo de una guerra intergaláctica. Sus apariencias también reflejaban sus orígenes.  Star-Lord fue descrito como una "cápsula del tiempo de la cultura de los 80" que luce un corte de pelo exagerado; Gamora usa una armadura táctica completa para reflejar su condición de "mujer más letal de la galaxia". Drax tiene marcas de tatuajes en su cuerpo que narran los eventos importantes de su vida, como la muerte de su familia. Groot y Rocket fueron descritos como un dúo inseparable: Rocket tiene una perilla en forma de cuenta que se parece a Groot, mientras que Groot usa un arnés creado por Rocket. El diseño de la armadura de Groot también se inspiró en los de los robots japoneses. Estos personajes fueron diseñados para ser reconocibles por el público en general. Los borradores anteriores del diseño de estos personajes eran más extravagantes. Por ejemplo, Quill fue comparado con un "cosmonauta", Drax era gordo y Rocket era tan grande como un humano. Estos diseños provocaron una reacción tibia por parte de Marvel, lo que llevó al equipo a reelaborar su diseño.
DeMarle agregó que era difícil tanto para el equipo de juego como para el equipo de redacción manejar cinco personajes con una personalidad fuerte al mismo tiempo. Como estos personajes siempre están del lado de Quill, el equipo los consideró los protagonistas del juego, y cada Guardián tiene su propio arco de personajes. El duelo y la pérdida son los principales temas explorados en la historia del juego. Ubicado en el contexto de una guerra intergaláctica, cada personaje experimentó una tragedia en el pasado y está lidiando con el trauma en el presente. El equipo incluyó varias secuencias de flashback con la madre de Quill, Meredith, quien fue asesinada durante la infancia de Peter. Si bien sus escenas son breves, estas secuencias son esenciales para el desarrollo del personaje de Quill, ya que su pérdida da forma a su personalidad y comportamientos futuros. Según DeMarle, la interacción entre las escenas cómicas y trágicas es importante para la narrativa y la narración del juego. A pesar de estos eventos desafortunados, los personajes finalmente aprenden a abrazar a su familia encontrada. Si bien los Guardianes comenzaron como un grupo heterogéneo de mercenarios con diferentes agendas en mente, se volvieron más cercanos entre sí a medida que se desarrolla la historia. A pesar de que inicialmente se autodenominaron los "Guardianes de la Galaxia" con fines de marketing, eventualmente aceptarán el título y trabajarán para salvar a la galaxia de su desaparición. Al final de la historia, los Guardianes asumen el papel de padres de la adolescente Nikki Gold cuando se une al equipo, lo que refleja cómo los guardianes se solidifican como grupo y se convierten en una familia.
El elenco del juego incluye a Jon McLaren como Peter Quill, Kimberly-Sue Murray como Gamora, Jason Cavalier como Drax, Alex Weiner como Rocket y Robert Montcalm como Groot. Mientras que McLaren, Murray y Weiner se mantuvieron alejados del contenido de MCU durante la producción del juego, Cavalier vio las películas para comprender mejor los gestos de Drax. Al igual que en las películas, Drax tenía un humor inexpresivo y sus movimientos y discursos son muy literales. A diferencia de la película, Gamora no es el interés amoroso de Quill, ya que el equipo sintió que una historia de amor "[destacaría] a Gamora como personaje", alguien que tiene sus propios secretos y pasado. Weiner agregó que había aportado "cualidades animales" a su interpretación de Rocket, citando momentos en los que Rocket puede mostrar sus dientes. Montcalm tenía 1630 líneas en el juego, todas las cuales eran "¡Soy Groot!". A pesar de esto, su significado es diferente, dependiendo del contexto. Weiner y Montcalm tuvieron que trabajar en estrecha colaboración, y Weiner recibió un texto traducido de las líneas de Groot del equipo de redacción.

### Música
Dugas describió la música como un "personaje adicional" en el juego. La música con licencia de la década de 1980, incluidas canciones de Pat Benatar, Wham!, Iron Maiden y Joan Jett, ocuparon un lugar destacado en el juego. El uso de esta música en el juego se inspiró en el amor de Quill por ella en la película de 2014. Estas canciones se relacionan con la historia del juego y sus letras reflejan acciones en la pantalla. La música también fue fundamental para el desarrollo del carácter de Quill, ya que se describió como el último vínculo de Quill con su infancia en la Tierra. Esto también está relacionado con el juego con la mecánica de reunión, ya que Quill seleccionará una canción de su casete para motivar a sus compañeros. En el juego, el título Star-Lord proviene de una banda musical ficticia en la Tierra de la década de 1980. El director de audio Steve Szczepkowski y el diseñador de sonido Yohann Boudreault trabajaron juntos para escribir un álbum llamado "Space Rider" para la banda. Las pistas de "Space Rider" se pueden reproducir desde la caja de chatarra de Milano. El juego incluye un modo de transmisión para creadores de contenido, deshabilitando toda la música con licencia.
Szczepkowski se acercó al compositor Richard Jacques para trabajar en el proyecto en 2017. Una de las tareas más difíciles para Jacques fue asegurarse de que el juego pudiera hacer una transición natural de la música con licencia a la música orquestal original del juego, ya que tenían que aterrizar en la tecla correcta de inmediato después de que termine la canción con licencia. Otro desafío para Jacques y Szczepkowski fue asegurarse de que la música reaccionara a las opciones de diálogo bifurcado del juego. Según Jacques, "[juntó] seis páginas A4" que documentan todas las ramas de cada escena y cuán diferentes son emocionalmente, y las calificó como si fueran una sola escena. No quería emular la partitura de las películas del MCU y quería que tuviera "una sensación de inquietud y aventura" que encajara con la franquicia de Guardianes. Las bandas sonoras orquestales de seis horas del juego se grabaron en Abbey Road Studios, mientras que las secciones corales fueron interpretadas por el coro Pinewood Singers.

## Lanzamiento
Marvel's Guardians of the Galaxy se filtró por primera vez en enero de 2017, cuando Marvel Entertainment anunció que se había asociado con Square Enix para producir varios juegos basados en propiedades de Marvel. El juego fue anunciado oficialmente en el E3 2021, y fue lanzado para Microsoft Windows, Nintendo Switch, PlayStation 4, PlayStation 5, Xbox One, Xbox Series X y Series S el 26 de octubre de 2021. La versión de Nintendo Switch es un título basado en la nube. La versión para Microsoft Windows fue producida en colaboración con D3T, un estudio británico de desarrollo de juegos. El juego no contaría con ninguna microtransacción y Eidos no tenía previsto lanzar ningún contenido descargable para el juego.

## Recepción
Marvel's Guardians of the Galaxy recibió "críticas generalmente favorables" según el agregador de críticas Metacritic. Fue el 2.º juego en caja más vendido en el Reino Unido en su lanzamiento, sólo por detrás de FIFA 22. A pesar de las buenas críticas, las ventas del juego no cumplieron las expectativas de Square Enix.
IGN alabó la historia del juego, escribiendo que "equilibra muy bien una aventura divertida y llena de acción con algunos momentos de la historia realmente emocionantes, y las opciones que se te dan pueden añadir algunos giros personales sorprendentes a tu partida particular". GameSpot no le gustó que el combate se sintiera superficial, siendo fácil de ganar a base de machacar botones, llegando a ser aburrido al final del juego: "Y así, los combates acaban convirtiéndose en un festival de molestias cada vez más largo, ya que el número de enemigos es cada vez más abundante y sus barras de salud son cada vez más largas."
Chris Carter, de Destructoid, no está de acuerdo con los personajes, ya que considera que las interpretaciones no alcanzan el nivel de sus homólogos cinematográficos. Game Informer Andrew Reiner alabó los entornos, diciendo: "Los mundos roban la mirada con sus vistas de colores salvajes y extraños diseños".

### Premios y reconocimientos
| Año                  | Premio                                       | Categoría                          | Resultado | Referencia |
| -------------------- | -------------------------------------------- | ---------------------------------- | --------- | ---------- |
| 2021                 |                                              |                                    |           |            |
| The Game Awards 2021 | Mejor narrativa                              | Ganador                            | [ 33 ]    |            |
| The Game Awards 2021 | Mejor música                                 | Nominado                           | [ 33 ]    |            |
| The Game Awards 2021 | Innovación y accesibilidad                   | Nominado                           | [ 33 ]    |            |
| The Game Awards 2021 | Mejor juego de aventuras                     | Nominado                           | [ 33 ]    |            |
| Steam Awards 2021    | Mejor banda sonora                           | Ganador                            | [ 34 ]    |            |
| 2022                 | Game Developers Choice Awards                | Mejor audio                        | Pendiente | [ 35 ]     |
| 2022                 | Game Developers Choice Awards                | Mejor narrativa                    | Pendiente | [ 35 ]     |
| 2022                 | Premios D.I.C.E. (25º Premio Anual D.I.C.E.) | Logro sobresaliente en la historia | Ganador   | [ 36 ]     |
| 2022                 | Premios D.I.C.E. (25º Premio Anual D.I.C.E.) | Juego de aventura del año          | Ganador   | [ 36 ]     |
| 2022                 | 18th British Academy Games Awards            | Obtención de audio                 | Pendiente | [ 37 ]     |
| 2022                 | 18th British Academy Games Awards            | Narrativa                          | Pendiente | [ 37 ]     |